# Glow Up: Britain's Next Make-Up Star
Glow Up: Britain's Next Make-Up Star (vaak afgekort tot Glow Up) is een Britse reality-tv-wedstrijd op BBC Three, bedoeld om nieuwe visagisten te vinden. De eerste serie, oorspronkelijk gepresenteerd door Stacey Dooley, ging in première op 6 maart 2019. De deelnemers nemen deel aan wekelijkse uitdagingen om door de competitie te komen, die worden beoordeeld door professionals uit de branche, Dominic Skinner en Val Garland, evenals wekelijkse gaststerren.
Na afloop van de eerste serie werd Glow Up verlengd met een tweede seizoen, dat in mei 2020 in première ging. Het derde seizoen werd uitgezonden in april 2021, met Maya Jama als presentatrice ter vervanging van Dooley, en het vierde seizoen begon op 11 mei 2022. De realityserie werd verlengd met een vijfde seizoen, dat begon op 2 mei 2023, met Leomie Anderson als presentatrice ter vervanging van Jama. Het zesde seizoen begon op 10 april 2024.